# Zenon Czerniakowski
Zenon Czerniakowski (ur. 24 lipca 1924 w Borku Starym, zm. 7 marca 2024) – polski entomolog koleopterolog, profesor doktor habilitowany Akademii Rolniczej w Krakowie.

## Życiorys
Ukończył I Liceum Ogólnokształcące w Rzeszowie, po II wojnie światowej wyjechał do Krakowa, gdzie studiował na Uniwersytecie Jagiellońskim, a po oddzieleniu się wydziałów biologicznych na Wyższej Szkole Rolniczej, w 1954 uzyskał tytuł inżyniera, a w 1957 magistra. W 1973 został doktorem nauk przyrodniczych na Akademii Rolniczej w Krakowie, habilitował się w 1987 w Instytucie Ochrony Roślin w Poznaniu, w 1991 został profesorem Akademii Rolniczej w Krakowie. W latach 1976–1984 był kierownikiem studiów stacjonarno-zaocznych, od 1982 do 1994 kierował Zakładem Chemizacji Produkcji Rolniczej w rzeszowskiej filii Akademii Rolniczej w Krakowie. Zenon Czerniakowski specjalizował się w entomologii stosowanej, prowadził badania nad bionomią, szkodliwością i efektywnością zwalczania szkodników rzepaku, roślin motylkowatych i traw na plantacjach nasiennych w południowo-wschodniej Polsce. Zajmował się koleopterologią, głównie Curculionidae i Attelabidae. Zajmował się opracowywaniem fizjografii, bionomii i szkodliwości ryjkowców z rodzajów Apion, Ceuthorhyn, Tychius i Phyllobius. Jest autorem 122 publikacji, w tym 33 oryginalne prace naukowe oraz 13 opracowań książkowych. 

## Życie prywatne
Jego synem jest Zbigniew Czerniakowski.

## Członkostwo
- sekretarz Oddziału Wojskowego Stowarzyszenia Inżynierów i Techników Rolnictwa w Rzeszowie (1959-1971);
- członek Mieszanej Komisji Polsko-Radzieckiej ds. Zwalczania Stonki Ziemniaczanej i Oprzędnicy Jesiennej (1960-1961);
- wiceprezes (1976-1984) i prezes Oddziału rzeszowskiego Polskiego Towarzystwa Entomologicznego.

## Odznaczenia
- Brązowy Krzyż Zasługi (1956);
- Złoty Krzyż Zasługi (1962);
- Krzyż Kawalerski Orderu Odrodzenia Polski (1983);
- Medal „Za Zasługi dla Rozwoju Polskiego Związku Entomologicznego” (1998).